# Pilon
Pilon u arhitekturi ima dvojako značenje:
- pilon (grčki pylón) je monumantalna kula pred ulazom u egipatski hram.

- pilon (latinski pila = stup) je snažan četverokutni potporanj na kojemu počiva konstrukcija kupole, mosta, svoda ili sl.